# Сборная Таиланда по регби
Сборная Таиланда по регби представляет Таиланд в международных матчах по регби высшего уровня. Команда играет в отборочных турнирах к чемпионатам мира с кампании 1999 года. По состоянию на 20 мая 2013 года Таиланд занимает 75-е место в рейтинге IRB.

## История
Первый матч сборной состоялся 8 марта 1969 года. Таиланд крупно уступил японцам в гостевом матче (8:82). Первым чемпионатом мира, на котором Таиланд мог сыграть, стал кубок 1999 года в Уэльсе. Команда играла в первом раунде азиатского отборочного турнира, где выиграла и проиграла по одному матчу. Заняв второе место, тайцы выбыли из числа претендентов на поездку в Великобританию. Чемпионат 2003 года также прошёл без участия Таиланда. Сборная играла во второй группе квалификационного кубка, где заняла третье место.
Новая попытка пройти отбор также не увенчалась успехом. Коллектив уступил как Шри-Ланке, так и Сингапуру, завершив выступления. С 2008 года тайцы выступают во Азиатском кубке пяти наций. Изначально сборная играла во втором дивизионе, но к сезону 2009 года завоевала право сыграть в первом. В дебютном сезоне команда выбыла из высшей лиги и вернулась туда по итогам сезона 2012. Однако Таиланд во второй раз покинул первый дивизион по итогам первого же сезона выступлений.

## Результаты
По состоянию на 22 мая 2013 года.
| Соперник         | Матчи | Победы | Поражения | Ничьи | Доля побед |
| ---------------- | ----- | ------ | --------- | ----- | ---------- |
| Арабский залив   | 3     | 1      | 2         | 0     | 33 %       |
| Гонконг          | 5     | 1      | 4         | 0     | 20 %       |
| Индия            | 7     | 7      | 0         | 0     | 100 %      |
| Иран             | 1     | 1      | 0         | 0     | 100 %      |
| Казахстан        | 5     | 3      | 2         | 0     | 60 %       |
| Китай            | 3     | 1      | 2         | 0     | 33 %       |
| Малайзия         | 6     | 5      | 1         | 0     | 83 %       |
| Пакистан         | 1     | 1      | 0         | 0     | 100 %      |
| Сингапур         | 11    | 6      | 5         | 0     | 55 %       |
| Тайвань          | 4     | 0      | 4         | 0     | 0 %        |
| Филиппины        | 1     | 0      | 1         | 0     | 0 %        |
| Шри-Ланка        | 9     | 3      | 6         | 0     | 33 %       |
| Республика Корея | 4     | 1      | 3         | 0     | 25 %       |
| Япония           | 1     | 0      | 1         | 0     | 0 %        |
| Всего            | 61    | 30     | 31        | 0     | 49 %       |